# 杉平村
杉平村（すぎだいらむら）は、愛知県南設楽郡にあった村。現在の新城市の一部にあたる。

## 地理
雁峰山の北麓、巴川流域に位置していた。

## 歴史
- 1889年（明治22年）10月1日、町村制の施行により、南設楽郡杉平村が単独で村制施行し、杉平村が発足[1][2]。大字は編成せず[2]。高松村、田代村、保永村、荒原村、大和田村と組合村を結成[2]。組合村役場を当村に設置[2]。
- 1906年（明治39年）5月1日、南設楽郡巴村、田原村、菅沼村、高松村、田代村、保永村、荒原村、大和田村と合併し、作手村を新設して廃止された[1][2]。合併後、作手村杉平となる[2]。

## 産業
- 農業[2]